# Mantsjoerijse veldrietzanger
De Mantsjoerijse veldrietzanger (Acrocephalus tangorum) is een zangvogel uit de familie Acrocephalidae (rietzangers).

## Verspreiding en leefgebied
Deze soort broedt in noordoostelijk China en zuidoostelijk Rusland en overwintert in het zuidoosten van Azië.

## Status
De grootte van de populatie is in 2001 geschat op 2500-10.000 volwassen vogels. De aantallen gaan achteruit door habitatverlies in het broedgebied en in het overwinteringsgebied. Op de Rode lijst van de IUCN heeft deze soort daarom de status kwetsbaar.